# فصلنامه گوهران
فصلنامه گوهران نام مجله‌ای تخصصی در زمینه‌ شعر بود که در پاییز ۱۳۸۲ شروع به کار کرد. اما به دلیل توقیف این مجله، مجله گوهران پس از بیست و چهار شماره دیگر به صورت چاپی منتشر نشد اما صاحب امتیاز، مدیر مسوول و سردبیر این نشریه سعیده آبشناسان در اردیبهشت سال ۱۳۹۵ این مجله را به صورت اینترنتی با تیم جدیدی منتشر کرد. اکنون مجله فرهنگی - هنری گوهران، به عنوان اولین مجله تخصصی مستقل فرهنگی هنری ایران در سایت رسمی مجله گوهران در بخش های گوناگون هنری و ادبی بروزرسانی می شود.
دیگر اعضای این نشریه عبارتند از:
- دبیر فرانسه: محمدعلی سپانلو

## پی‌نوشت
1. ↑  پایگاه تخصصی مجلات مرکز تحقیقات کامپیوتری علوم اسلامی[پیوند مرده]
2. ↑  بانک اطلاعات نشریات کشور